# Делвју (Северна Каролина)
Делвју (енгл. Dellview) град је у америчкој савезној држави Северна Каролина.

## Демографија
По попису из 2010. године број становника је 13.
| Група             | 2000.    | 2010.      |
| Белци             | 0 (0,0%) | 10 (76,9%) |
| Афроамериканци    | 0 (0,0%) | 1 (7,7%)   |
| Азијати           | 0 (0,0%) | 0 (0,0%)   |
| Хиспаноамериканци | 0 (0,0%) | 0 (0,0%)   |
| Укупно            | 0        | 13         |